# Sant Sadurní de Vilallonga
Sant Sadurní de Vilallonga fou l'antiga església parroquial, romànica, del poble del Vernet, de la comuna del mateix nom, a la comarca del Conflent (Catalunya del Nord).
Estava situada a l'esquerra del cadí, al ponent del nucli vell del poble de Vernet. Les seves ruïnes són a llevant del Camí de Sant Sadurní, a prop del carrer de Mozart.